# تلمان تر-پطروسیان
تلمان هاکوبی تر-پطروسیان (ارمنی: Թելման Հակոբի Տեր-Պետրոսյան؛ زادهٔ ۱۱ اوت ۱۹۳۷) یک سیاستمدار اهل ارمنستان است که از تاریخ ۱۹۹۵ تا تاریخ ۱۹۹۹ سمت نمایندگی دوره اول مجلس ملی جمهوری ارمنستان را برعهده داشت.

## زندگی‌نامه
در  ۱۱ اوت ۱۹۳۷ در حلب به دنیا آمد و از دانشگاه ملی پلی‌تکنیک ارمنستان فارغ‌التحصیل شد. 